# Erythrus congruus
Erythrus congruus là một loài bọ cánh cứng trong họ Cerambycidae.